# Thrips konoi
Thrips konoi är en insektsart som beskrevs av Nakahara 1994. Thrips konoi ingår i släktet Thrips och familjen smaltripsar. Inga underarter finns listade i Catalogue of Life.